# (1887) Virton
(1887) Virton ist ein Asteroid des Hauptgürtels, der am 5. Oktober 1950 vom belgischen Astronomen Sylvain Julien Victor Arend in Ukkel entdeckt wurde. 
Der Name des Asteroiden ist von der belgischen Stadt Virton abgeleitet.